# Дейвис, Реймонд
Реймонд Дейвис (англ. Raymond Davis Jr.; 14 октября 1914, Вашингтон, США — 31 мая 2006, Блу Пойнт, США) — американский химик, лауреат Нобелевской премии по физике в 2002 году «за создание нейтринной астрономии» (половина премии совместно с Масатоси Косибой, вторую половину премии получил Риккардо Джаккони «за создание рентгеновской астрономии и изобретение рентгеновского телескопа»).
Член Национальной академии наук США (1982).

## Биография
Реймонд Дейвис родился в семье фотографа Реймонда Дейвиса-старшего и его жены Иды Роджерс Янгер. Отец Дейвиса работал в Национальном бюро стандартов и позже стал там руководителем отдела фототехники. Под влиянием своего отца и несмотря на то, что тот не закончил последние классы школы, Дейвис с детства увлёкся экспериментами и конструированием аппаратуры.
После школы он получил в 1938 году диплом химика в университете Мэриленда. После года работы в фирме Dow Chemical в Мидланде он вернулся в университет Мэриленда. В 1942 году он защитил диссертацию по физической химии в Йельском университете и вступил в армию в качестве резервиста. Последующие годы он провёл в штате Юта, наблюдая эксперименты с химическим оружием. После демобилизации из армии в 1945 году Дейвис работал в компании Монсанто Кемикал в штате Огайо по теме радиохимических методов. Весной 1948 года перешёл на работу в Брукхэйвенскую национальную лабораторию (БНЛ), основанную с целью развития методов гражданского применения атомной энергии. Там он познакомился со своей женой Анной Торри, которая работала в биологическом отделении БНЛ. Свадьба состоялась в 1948 году. У них родилось впоследствии пятеро детей — Эндрю, Марта Кумлер, Нэнси Клем, Роджер и Алан. В 1984 году Дейвис покидает БНЛ и становится профессором на факультете физики и астрономии в университете Мерилэнда.

## Достижения
В БНЛ Дейвису не поставили какой-либо конкретной задачи. Он мог самостоятельно выбрать область исследований и решил заняться физикой нейтрино. В то время нейтрино существовали только в виде теоретического постулата. Экспериментальных работ на эту тему не было. Таким образом, исследования нейтрино были идеальной областью, в которой он мог применить свои знания по радиохимии.
В своём первом эксперименте Дейвис воплотил идею Бруно Понтекорво по регистрации нейтрино, возникающих при работе ядерного реактора, при помощи реакции 37Cl + ν → 37Ar + e. Для этого он построил рядом с исследовательским реактором в БНЛ ёмкость, содержащую 3,78 м³ тетрахлорметана, а в 1955 году ёмкость больших размеров у энергетического ядерного реактора в Саванна Ривер Сайт. Оба эксперимента показали отрицательный результат — нейтрино не были зарегистрированы. Впоследствии оказалось, что эти эксперименты опровергли гипотезу, принятую в то время, об идентичности нейтрино и антинейтрино. Именно поэтому эксперимент не дал результата — в реакторах возникают антинейтрино, а экспериментальная установка была чувствительна к нейтрино. Дейвис в своих экспериментах достиг в 20 раз большей чувствительности, чем та, которая была достигнута в 1956 году в экспериментах Фредерика Райнеса по обнаружению нейтрино, за которые тот получил в 1995 году Нобелевскую премию по физике.
По окончании экспериментов в Саванна Ривер Сайт он решил использовать разработанную им экспериментальную методику для обнаружения и измерения потока солнечных нейтрино. Этой темой он занимался довольно продолжительное время. Для этого эксперимента он построил установку в шахте Барбертон-Лаймстона неподалёку от Акрона в штате Огайо. В 1960-х годах Дейвис в шахте Хоумстейк в городе Лид в штате Южная Дакота разместил на глубине 1400 м ёмкость с 378 м³ перхлорэтилена. Первые измерения не дали результатов. Однако Дейвис совершенствовал технику, и в 1970 году он впервые в мире смог зарегистрировать солнечные нейтрино. Измеренный поток нейтрино оказался примерно в три раза меньше, чем предсказанный Джоном Бакаллом на основании известной светимости Солнца. В последующие десятилетия этим расхождением эксперимента и теоретического предсказания, получившим название «загадка солнечных нейтрино», занимались многие теоретики и экспериментаторы, и только после открытия нейтринных осцилляций она была решена. Хлор-аргоновый детектор Дейвиса (известный также как эксперимент Хоумстейк) набирал данные в течение четверти века, с 1970 до 1994 года.

## Признание
Дейвис всю свою жизнь был борцом-одиночкой, который своими работами создал основы современной физики нейтрино. Это ему удалось не столько за счёт результатов, сколько за счёт бескомпромиссной борьбы за то, чтобы померить «неизмеряемое». Обосновав надёжность методов своих измерений, Дейвис смог убедить научное сообщество в существовании событий, происходящих с частотой несколько десятков раз в месяц. Только после его экспериментов учёные удостоверились в возможности проведения таких экспериментов и начали разрабатывать такие установки, как SNO, Gallex и Super-Kamiokande. Таким образом были открыты двери в новую область физики.
За свои достижения Дейвис был награждён в 2002 году (совместно с Масатоси Косибой) Нобелевской премией по физике. К тому времени Дейвису было уже 88 лет и он на момент присуждения премии был старейшим человеком, когда-либо получавшим Нобелевскую премию (позднее, в 2007 году, Нобелевской премией по экономике был отмечен Леонид Гурвич в возрасте 90 лет).

## Награды и отличия
- Премия имени Бориса Прегеля, Нью-Йоркская академия наук, 1957
- Премия Комстока, Национальная академия наук США, 1978
- Премия Тома В. Боннера, Американское физическое общество, 1988
- Почётный доктор, Пенсильванский университет, 1990
- Премия имени В. К. Х. Панофски, Американское физическое общество, 1992
- Премия Беатрис Тинслей, Американское астрономическое общество, 1995
- Премия Джорджа Эллери Хейла, Американское астрономическое общество, 1996
- Почётный доктор, университет Лаврентия, 1997
- Премия имени Бруно Понтекорво, ОИЯИ, Дубна, 1999
- Премия Вольфа по физике, 2000
- Почётный доктор, Чикагский университет, 2000
- Национальная научная медаль США, 2001
- Нобелевская премия по физике, 2002
- Медаль Бенджамина Франклина, 2003
- Премия Энрико Ферми, 2003